# Rebecca Gilling
Rebecca Gilling (* 3. November 1953 in Castlecrag, Sydney, New South Wales) ist eine australische Schauspielerin.

## Leben
Rebecca Gilling wurde 1953 in Castlecrag, einem Vorort von Sydney geboren. Ihre Mutter Bridget Gilling (1922–2009) war eine Feministin und soziale Aktivistin.
Ihre erste Schauspielrolle bekam Gilling 1974 in Stone, größere Bekanntheit erlangte sie als Flugbegleiterin Diana Moore im Spielfilm Number 96. Von 1977 bis 1979 spielte Gilling eine wiederkehrende Nebenrolle – Robbie Dean – in Glenview High und spielte Liz Kennedy in The Young Doctors.
International bekannt wurde Gilling durch die Verkörperung von Stephanie Harper 1983 und 1986 in der Mini-Serie Rückkehr nach Eden. Synchronisiert wurde sie von Gudrun Vaupel (1983) und Almut Eggert (1986).
Mitte der 1990er Jahre zog sich Gilling aus dem Filmgeschäft zurück und wurde zur Sprecherin der gemeinnützigen Umweltorganisation „Planet Ark“.

## Privates
Gilling war von 1985 bis 2003 mit Tony Pringle verheiratet und ist Mutter zweier Kinder, Amy Pringle (* 1987) und William Pringle (* 1990).

## Filmografie (Auswahl)
- 1974: Stone
- 1974: Number 96
- 1974: Silent Number (Fernsehserie, 1 Folge)
- 1975: Der Mann von Hongkong
- 1975: Armchair Cinema (Fernsehserie, 1 Folge)
- 1976: Secret Doors
- 1977: Chopper Squad (Fernsehserie, 1 Folge)
- 1977–1979: Glenview High (Fernsehserie, 39 Folgen)
- 1977–1981: The Young Doctors (Fernsehserie, 7 Folgen)
- 1981: Holiday Island (Fernsehserie, 2 Folgen)
- 1983: Rückkehr nach Eden (Return to Eden)
- 1984: Nacktes Land (The naked country)
- 1985: Australien-Express (Five Mile Creek, Fernsehserie, 1 Folge)[3]
- 1986: Rückkehr nach Eden (Return to Eden)
- 1986: Der Preis für 35 Karat (The Blue Lightning)
- 1987: Feathers
- 1988: Vater gibt nicht auf (Danger Down Under)
- 1988: Ein gefährliches Leben (A Dangerous Life)
- 1989: Simon Templar: Tod im Vergnügungspark (The Saint: Fear in Fun Park)
- 1990: Heaven Tonight
- 1993: G.P. (Fernsehserie, 1 Folge)